# Katedra św. Marii i św. Marka w Mittelzell

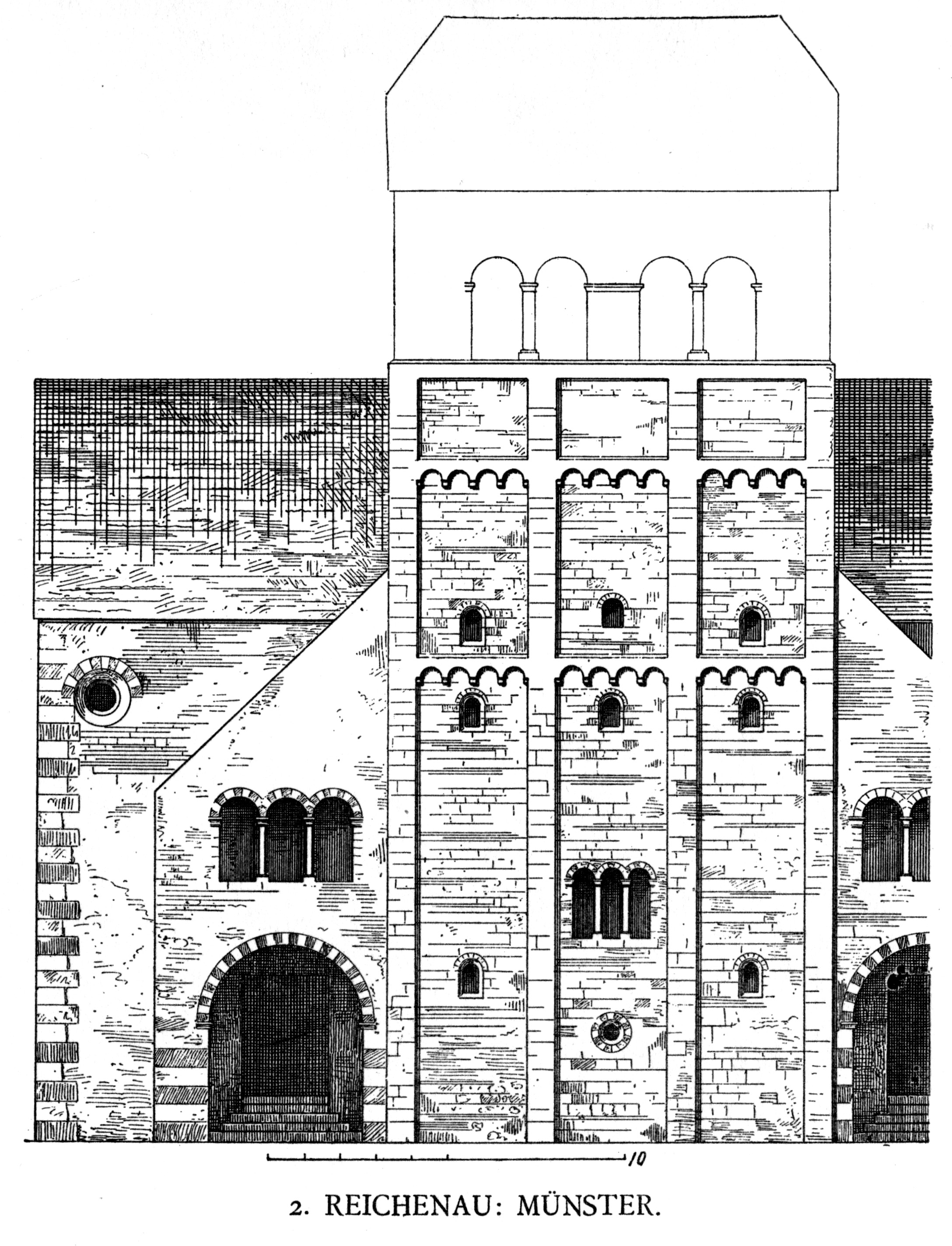
Katedra św. Marii i św. Marka w Mittelzell na wyspie Reichenau, rycina z końca XIX w.

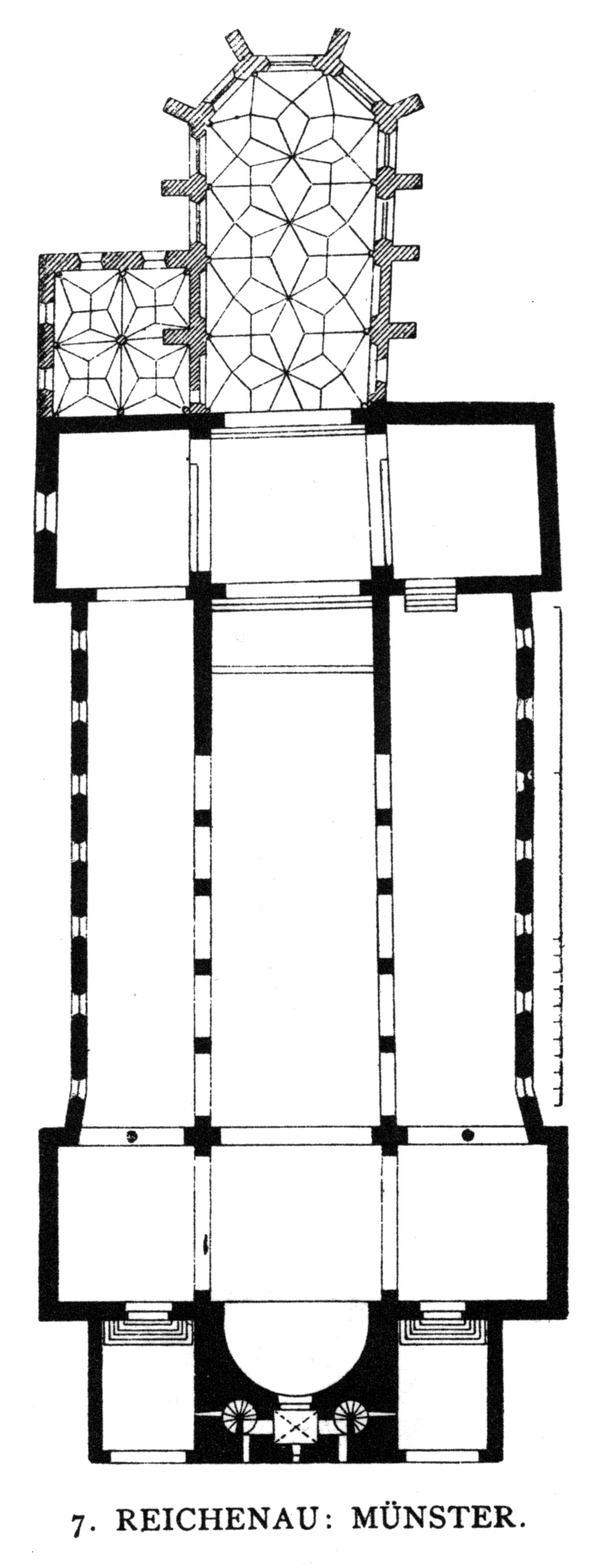
Plan katedry św. Marii i św. Marka w Mittelzell na wyspie Reichenau, koniec XIX w.

Katedra św. Marii i św. Marka w Mittelzell (niem. Marienmünster in Mittelzell) – trójnawowa bazylika późnokarolińska na wyspie Reichenau na Jeziorze Bodeńskim w południowych Niemczech. Wzniesiona w IX wieku na potrzeby założonego tu w 724 przez Pirmina opactwa benedyktyńskiego. Jeden z trzech kościołów na wyspie Reichenau wpisanej w roku 2000 na listę światowego dziedzictwa kultury UNESCO.

## Historia
Pierwszym kościołem pod wezwaniem św. Marii i św. Marka  w tym miejscu, była drewniana świątynia, wzniesiona w VIII wieku przez Pirmina na potrzeby założonego w 724 opactwa benedyktyńskiego. Jeszcze w tym samym wieku konstrukcja drewniana została zastąpiona gmachem kamiennym, który jednak wkrótce zburzono. W jego miejsce stanął nowy kościół romański, poświęcony w 816. Fragmenty nawy środkowej oraz ścian bocznych ołtarza zachowały się do dziś. 
W wiekach następnych kościół był wielokrotnie przebudowywany. Obecny kształt zyskał w XI w. za czasów opata Berno (978–1048), kiedy to po wielkim pożarze wzniesiono m.in. trzy nawy oraz masywny westwerk z wieżą.
W pierwszej połowie XIII wieku powstała więźba o ciekawej konstrukcji z bali dębowych, odkryta przy okazji prac restauracyjnych w latach 60. XX wieku.
W XV wieku zbudowano wysoką emporę w stylu gotyckim.
23 listopada 2023 papież Franciszek wyniósł świątynię do godności bazyliki mniejszej.

## Wnętrza
Wnętrza katedry są urządzone skromnie w duchu romanizmu, niemniej jednak zdobi je wiele elementów barokowych. 
W części zachodniej znajduje się loża cesarza Henryka III z gotyckim ołtarzem św. Marka (1477), gdzie przechowywane są relikwie świętego. Relikwie trafiły do Reichenau w 830, przyciągając licznych pielgrzymów.
Wysoki chór gotycki z ołtarzem Krwi Pańskiej (1739) oraz ołtarzem Wszystkich Świętych zamknięty jest barokową kratą. W posadzce chóru znajduje się płyta nagrobna cesarza Karola Otyłego (zm. 888), który za życia był częstym gościem opactwa w Reichenau.

### Skarbiec
W skarbcu w gotyckiej zakrystii znajduje się kolekcja relikwiarzy, łącznie z oryginalnym relikwiarzem św. Marka z XIV w.
Relikwiarz św. Marka jest pokryty pozłacanymi, rzeźbionymi płytami ze srebra. Po bokach relikwiarza przedstawiono Pasję oraz sceny z życia Marii. Z przodu uwiecznieni są fundatorzy relikwiarza król Albrecht oraz królowa Elżbieta w trakcie przekazywania berła i jabłka apostołowi Markowi. Z tyłu ukazano ordalia, potwierdzające prawdziwość umieszczonych w skrzyni relikwii: przekazujący relikwie kupiec wenecki wkłada jedną dłoń we wrzącą wodę, drugą trzymając na relikwiarzu; ponieważ nie uległ poparzeniu, relikwie uznano za prawdziwe.

## Otoczenie katedry
Od strony południowej do katedry przylega Nowy Konwent, zbudowany w latach 1605-1610 po zburzeniu starego klasztoru. Obecnie znajduje się tu ratusz oraz plebania. Na placu katedralnym organizowane są koncerty oraz inne imprezy kulturalne.
Na północ od katedry znajdują się dwa domy o stopniowanych szczytach: powstała w pierwszej połowie XV w. kancelaria biskupa Fuggersa, której aktualny wygląd pochodzi z 1530 i dobudowany w 1900 budynek bliźniaczy. Obecnie mieści się tu centrum dla seniorów, prowadzone przez Caritas.